# (34268) Gracetian
2000 QP128 (asteroide 34268) é um asteroide da cintura principal. Possui uma excentricidade de 0.07847950 e uma inclinação de 5.92786º.
Este asteroide foi descoberto no dia 25 de agosto de 2000 por LINEAR em Socorro.